# Markus Reindel
Markus Reindel (* 1960 in Karlsruhe) ist ein deutscher Altamerikanist.
Markus Reindel studierte von 1981 bis 1987 Altamerikanistik, Ethnologie, Geographie und Spanische Philologie in Freiburg, Madrid und Bonn. 1991 wurde er an der Universität Bonn mit der Dissertation „Monumentale Lehmarchitektur an der Nordküste Perus“ promoviert. 1992/93 leitete er archäologische Forschungen zur vorspanischen Siedlungsgeschichte an der Küste Ecuadors („Archäologisches Projekt La Cadena – Quevedo“). Von 1993 bis 1999 war er wissenschaftlicher Mitarbeiter am Institut für Altamerikanistik der Universität Bonn und unternahm Forschungen zur Maya-Kultur im nördlichen Yucatán, Mexiko, („Archäologischen Projektes Xkipché“) sowie ab 1997 Forschungen zu Geoglyphen und Siedlungsgeschichte im Süden Perus (Nasca, Palpa, Lucanas). Seit 1999 ist er Referent für Amerika an der Kommission für Archäologie Außereuropäischer Kulturen des Deutschen Archäologischen Instituts in Bonn.
Bei seinen archäologischen Forschungsarbeiten in Mittel- und Südamerika hat er sich u. a. mit den Nazca-Linien in Peru und mit der Maya-Siedlung Xkipché im nördlichen Yucatán in Mexiko beschäftigt.

## Schriften (Auswahl)
- Monumentale Lehmarchitektur an der Nordküste Perus. Holos, Bonn 1993.
- Xkipché, eine Maya-Siedlung im nördlichen Yucatán, Mexiko. In: Beiträge zur Allgemeinen und Vergleichenden Archäologie 17, 1997, S. 177–250.
- u. a.: Neue Erkenntnisse zu Siedlungen, Bodenzeichnungen und Kultplätzen in Palpa, Süd-Peru. In: Jahresbericht 2000. SLSA, FSLA, SLFA, Schweizerisch-Liechtensteinische Stiftung für archäologische Forschungen im Ausland. Zürich/Vaduz 2001, S. 81–104 (Digitalisat)
- mit Günther A. Wagner (Hrsg.): Natural Science in Archaeology, New Technologies for Archaeology, Multidisciplinary Investigations in Palpa and Nasca, Peru. Springer-Verlag, Berlin Heidelberg 2009, ISBN 978-3-642-09954-0
- Abschliessende Untersuchungen zu Geoglyphen und Siedlungen in Palpa, Südperu. Bibliothek der Universität Konstanz, Konstanz 2012.
- Altares en el desierto. Bibliothek der Universität Konstanz, Konstanz 2012
- Archäologisches Projekt "Paracas in Palpa", Peru. Bibliothek der Universität Konstanz, Konstanz 2012.
- Die Arbeiten des Archäologischen Projektes Nasca-Palpa, Peru, im Jahr 2002. Bibliothek der Universität Konstanz, Konstanz 2012
- Los geoglifos de Palpa.  Bibliothek der Universität Konstanz, Konstanz 2012
- mit Karsten Lambers: Oberflächen-/Geländemodelle. In: Leitfaden zur Anwendung von Informationstechnik in der archäologischen Forschung. Teil II Praxisratgeber. Deutsches Archäologisches Institut, Berlin 2009, S. 14–19 (Digitalisat)
- Photogrammetrische Dokumentation und archäologische Analyse der vorspanischen Bodenzeichnungen von Palpa, Süd-Peru. Bibliothek der Universität Konstanz, Konstanz 2012
- Artikel in: Peter Fux (Hrsg.): Chavín. Perus geheimnisvoller Anden-Tempel. Scheidegger & Spiess, Zürich 2012
- mit Franziska Fecher, Peter Fux, Brigitte Gubler, Hubert Mara, Paul Bayer, Mike Lyons: The archaeological ceramic finds from Guadalupe, Honduras: optimizing documentation with a combination of digital and analog techniques, Journal of Global Archaeology (JOGA), Bonn, Germany, 1, 2020. doi:10.34780/joga.v2020i0.1009